# (26980) 1997 UQ10
1997 يو كيو 10 (ويعرف أيضًا باسم (26980) 1997 يو كيو 10 وفق تسمية الكوكب الصغير) (بالإنجليزية: 1997 UQ10)‏ هو كويكب ضمن حزام الكويكبات؛ وترتيبه 26980 من حيث الاكتشاف.
اكتُشف هذا الجُرم الفلكي بواسطة Frank B. Zoltowski ‏ في 29 أكتوبر 1997.

## وصلات خارجية
- (26980) 1997 UQ10 في قاعدة بيانات مختبر الدفع النفاث لأجرام النظام الشمسي الصغيرة

- الاكتشاف · مخطط المدار ·  العناصر المدارية · المعلمات المادية

- (26980) 1997 UQ10 على موقع ويكي سكاي: DSS2, SDSS, GALEX, IRAS, Hydrogen α, X-Ray, Astrophoto, Sky Map, Articles and images